# Thân vương quốc Eichstätt
Thân vương quốc Eichstätt (tiếng Đức: Fürstentum Eichstätt) là một thân vương quốc trung gian hoá nằm trong Vương quốc Bayern, tồn tại từ năm 1817 đến năm 1833, lãnh thổ của nó bao gồm một khu vực xung quanh Eichstätt với khoảng 24.000 cư dân. Chủ sở hữu của thân vương quốc là Công tước xứ Leuchtenberg dưới quyền gia tộc Beauharnais gốc Pháp, khởi đầu từ Eugène de Beauharnais, con nuôi của Hoàng đế Napoleon I và con rể của Vua Maximilian I Joseph của Bayern. Năm 1833, Triều đình Bayern mua lại Thân vương quốc với mức giá 3 triệu Gulden.

## Lịch sử

Vương hiệu của Eugène de Beauharnais Công tước xứ Leuchtenberg, trên tấm khiên ở trung tâm huy hiệu có biểu tượng của Thân vương quốc Eichstätt, nằm ở góc trên bên phải

Eugène de Beauharnais, con riêng của Hoàng hậu Joséphine de Beauharnais, vợ đầu của Hoàng đế Napoléon I và là con rể của Maximilian I Joseph của Bayern, ông được phong tước Công tước xứ Leuchtenberg và Thân vương xứ Eichstätt thông qua giấy chứng nhận của hoàng gia ngày 14 tháng 11 và tuyên bố của hoàng gia ngày 15 tháng 11 năm 1817. Ông nhận tước hiệu công tước mà không có bất kỳ mối liên hệ nào với tài sản; Việc thành lập một Thân vương quốc mới "trong khu vực Eichstädt" bao gồm tài sản, lương hưu và các quyền được thực hiện bởi ủy viên hoàng gia, ủy viên hội đồng chính phủ Carl Joseph Hartmann. Từ đó trở đi, Thân vương tại kinh đô Munich và tại Lâu đài Ismaning (dinh thự mùa hè) cho đến khi qua đời vào năm 1824. Ông chỉ đến thăm Thân vương quốc của mình với nơi cư trú ở Eichstätt một vài lần, đặc biệt là để thỏa mãn niềm đam mê săn bắn trong những khu rừng rộng lớn của lãnh thổ này.
Con trai của ông là Auguste de Beauharnais, Công tước thứ 2 xứ Leuchtenberg, đã đàm phán để triều đình Bayern mua lại Thân vương quốc Eichstätt từ năm 1832 vì lý do kinh tế. Năm 1833, Vương quốc Bayern đã mua lại thân vương quốc. Năm 1855, Bayenr cuối cùng đã mua được tài sản còn lại của những người thừa kế Leuchtenberg với giá 3 triệu guilders.

## Các thân vương xứ Eichstätt
- Eugène de Beauharnais (1781–1824), Công tước thứ nhất xứ Leuchtenberg năm 1817.
- Auguste de Leuchtenberg (1810–1835), Công tước thứ 2 xứ Leuchtenberg kể từ năm 1824, con trai của Eugène de Beauharnais và vương nữ Auguste của Bayern.